# Startup.com
Startup.com é um documentário norte-americano estreado em 25 de maio 2001 nos Estados Unidos. Dirigido por Chris Hegedus e Jehane Noujaim, Startup.com acompanha a criação e a falência da empresa govWorks.com durante os anos de 1999 e 2000.

## Enredo
"Nós somos todos dotados de certos direitos inalienáveis. Você tem o direito de solicitar uma licença de pesca na sua própria casa às 3:15 da manhã. Você tem o direito de não perder um dia de trabalho inteiro apenas para renovar a carteira de motorista. Você tem o direito de assistir a uma reunião da cidade em suas roupas íntimas." (Tradução do autor).
 É com esse texto que se inicia o documentário Startup.com. O texto representa a ideia de Tom e Kaleil, fundadores da empresa govWorks.com.
O documentário acompanha o crescimento da empresa govWorks.com fundada por Kaleil Isaza Tuzman e Tom Herman. Mostrando desde o crescimento da startup até a sua falência em 2001.
Tudo começa a partir de uma ideia tida por Kaleil de criar uma ferramenta online que ajudaria os cidadãos a pagar multas de estacionamento. Logo no começo, o documentário mostra Tom apresentando Kaleil aos outros funcionários da recém-criada empresa e o nomeando como o novo CEO. Neste momento, em maio de 1999, a empresa possui 8 funcionários.
Depois de muito debate sobre o nome a ser dado a essa nova startup, fica decidido que ela se chamará govWorks.com. A partir daí, começa a busca por investidores se baseando solenemente na ideia do produto e sem ter ainda nenhuma ferramenta pronta para ser apresentada.
Durante essa busca, alguns desencontros de ideias acontecem entre os fundadores, gerando tensão entre os mesmos. Porém, o foco principal é o de criar uma ferramenta para facilitar os processos governamentais entre os constituintes e o governo local e é esse o caminho que é seguido.
Mesmo com a falta de produto inicial, a empresa começa a ganhar investidores e crescer, com 30 funcionários em agosto de 1999. Nesse momento, o documentário apresenta Chieh Cheung como o terceiro fundador. Chieh não acredita que a ideia possa ir para frente e cria desavenças com os outros dois fundadores que resolvem comprar sua parte da empresa por 700 mil dólares.
A govWorks cresce mais ainda, passando a ter 70 funcionários em outubro de 1999.
Por alguns momentos, o documentário mostra um pouco da vida pessoal dos fundadores. Ele acompanha o fim de semana dos funcionários na casa de Tom e um pouco da vida a dois entre Kaliel e sua namorada Dora.
De volta ao foco na empresa, o filme exibe a visita de um funcionário de uma empresa competidora chamada ezgov.com, convidado por Kaleil à sede da govWorks.com. Uma funcionária dá um depoimento dizendo que acredita que Kaleil fez isso como uma maneira de assustar o competidor, mostrando como a empresa está crescendo.
A govWorks.com se prepara pra lançar o seu produto e com isso a ezgov.com também faz o mesmo. Com isso, Kaleil faz um discurso pros funcionários, dizendo para ninguém se preocupar que tudo vai dar certo no final e que ele se recusa a perder essa disputa.
Logo antes da data de lançamento do website, os funcionários de reúnem para fazer um batalhão de testes na ferramenta e descobrem vários problemas. O que leva a conclusão de que o site não está pronto para ficar online e deixa vários investidores irritados. Depois de todos os problemas serem resolvidos, finalmente chega o dia da estréia do website e o govWorks.com faz o maior sucesso, aparecendo em várias matérias de jornais e revistas. Kaleil chega a ter uma reunião e uma conversa particular com o presidente na época, Bill Clinton.
Depois de um tempo desse sucesso na mídia, começa o declínio da empresa. Com o estouro da bolha da Internet, várias empresas começaram a falir e a govWorks.com também começa a ter problemas. No documentário, tudo se inicia com uma conversa em Kaleil e Tom onde Kaleil conta que a empresa está com sérios problemas. Em uma reunião com os funcionários, Kaleil fala que o govWorks.com não está sendo um site tão bom quanto os sites competidores e por isso eles estão sendo massacrados.
As coisas começam a desmoronar e o documentário mostra Kaleil tendo uma conversa com Tom sobre como ele não respeita sua autoridade como CEO. Ao fim da discussão, Tom declara que vai entrar de férias por duas semanas. Como resposta a rebelia, Tom é convidado a tirar férias pagas durante 3 meses e a partir daí ele considera sair da empresa e procura fechar um acordo financeiro com os membros do conselho da govWorks.com. Kaleil assina uma carta declarando a demissão de Tom sem ter nenhum tipo de acordo financeiro.
Um pouco antes do final do documentário, Tom e Kaleil têm uma conversa sentimental onde tentam restaurar a relação de amizade entre eles. O documentário termina com um pulo de seis meses onde mostra a empresa com somente 50 funcionários e uma cena onde Kaleil e Tom têm uma conversa sobre as coisas que aconteceram nesses últimos anos e o final da empresa.

## Produção
O filme foi feito pela diretora Jehane Noujaim e pelo cineasta Chris Hegedus. Noujaim contatou Chris Hegedus e D.A. Pennebaker para ajudar financeiramente no projeto. O documentário foi distribuído pela Artisan Entertainment e gravado em formato digital durante dois anos. Foram editadas mais de 400 horas de vídeo até a estréia do filme no Sundance Film Festival no começo de 2001. Os últimos minutos foram re-editados antes da estreia nos cinemas em maio de 2001.

## Bilheteria
O documentário arrecadou US$16.118 na primeira semana e por fim, acumulou um total absoluto de US$1.280.975.

## Prêmios
| 2002 | Melhor Documentário | Indicado |

| 2001 | Melhor Documentário | Indicado |

| 2002 | Outstanding Directorial Achievement in Documentary | Venceu |

| 2001 | MTV>News:Docs:Prize | Venceu |

| 2001 | Melhor Documentário | Venceu |

| 2001 | Feature Documentaries | Venceu |

| 2002 | Melhor Documentário | Venceu |

| 2001 | Melhor Documentário/Filme de Não-Ficção | Indicado |

| 2001 | Melhor Filme de Não-Ficção | Indicado |

| 2002 | Best Documentary Picture | Venceu |

| 2002 | Melhor Documentário | Venceu |

| 2001 | Melhor Documentário | Venceu |

| 2001 | Melhor Documentário | Venceu |

| 2001 | Documentário | Indicado |

| 2001 | Taos Land Grant Award | Indicado |